# Agustí Sans
Agustí Sans Valls (Mahón, 27 febbraio 1995) è un cestista spagnolo.

## Palmarès
- Copa Princesa de Asturias: 1

Oviedo: 2017